# Francisco António de Simas Alves de Azevedo
Francisco António de Simas Alves de Azevedo (Lisboa, Santa Isabel, 21 de Julho de 1933 - Lisboa, 3 de Dezembro de 2014) foi um professor, heraldista, genealogista, sigilógrafo, numismata  e académico português.

## Família
Único filho de Francisco Alberto de Almeida Alves de Azevedo, sobrinho-bisneto do 1.º Conde de Sousa e Faro e tetraneto duma Chinesa, e de sua mulher Maria Frederica Patrício Álvares Ferreira de Simas, bisneta duma Catalã e duma descendente de Espanhóis.

## Biografia
Licenciado em História pela Faculdade de Letras da Universidade de Lisboa, Professor Efetivo do Ensino Secundário, Membro da Academia Portuguesa da História e doutras agremiações científicas, nas quais tem exercido várias funções. Heraldista com cerca de três centenas de estudos publicados, alguns na área da Genealogia e da Sigilografia. Consultor da Secção de Heráldica do Conselho de Nobreza, Vogal do Conselho de Numismática da Imprensa Nacional-Casa da Moeda, Presidente da Secção de Heráldica da Sociedade de Geografia de Lisboa, titular de Prémios internacionais de Genealogia e Heráldica. Condecorado com a Cruz de Mérito da Causa Monárquica, Cavaleiro Grande-Oficial da Ordem do Templo de Jerusalém e Cavaleiro da Justiça da Sagrada Ordem Militar Constantiniana de São Jorge.

## Casamento
Casou a 12 de Agosto de 1966 com Maria Guilhermina Duarte Catarino (Lisboa, Mercês, 1 de Abril de 1929/1930), filha de Joaquim Catarino (19 de Outubro de 1899 - ?), Comerciante e Funcionário do "Diário de Notícias", e de sua mulher Alda de Aguiar Duarte, neta paterna de Manuel José Catarino (filho de Luís José Catarino e de sua mulher Teresa Carneiro) e de sua mulher Guilhermina do Carmo (filha de José Pinto e de sua mulher Maria dos Prazeres) e neta materna de Eduardo Augusto Duarte (filho de José António Duarte e de sua mulher Maria Emília) e de sua mulher Virgínia de Aguiar (filha de José Luís de Aguiar (26 de Setembro de 1840 - ?) e de sua mulher Susana Nobre), sem geração.